# Franz Haselböck
Franz Haselböck (* 28. März 1939 in Maria Langegg; † 11. Februar 2024 in Krems an der Donau) war ein österreichischer Organist und Musikpädagoge.

## Leben
Franz Haselböck wurde am 28. März 1939 als jüngerer Bruder des Organisten Hans Haselböck in Maria Langegg geboren. Er beschäftigte sich bereits früh mit der Orgelmusik und war Sängerknabe im nahe gelegenen Stift Göttweig. Nach dem Studium an der Wiener Musikakademie bei Walter Pach und Anton Heiller war er als Musikpädagoge an der Pädagogischen Akademie in Krems tätig.
Er veröffentlichte zahlreiche Aufnahmen von Orgelwerken und war auch als Herausgeber bislang unveröffentlichter Werke tätig.
Haselböck war verheiratet und Vater zweier Söhne. Er verstarb am 11. Februar 2024 in Krems an der Donau. Er wurde am 16. Februar 2024 in Senftenberg bestattet.

## Auszeichnungen
- 1960: Preis der internationalen Sommerakademie für Organisten in Haarlem
- 1978 und 1987: Förderungspreis des Landes Niederösterreich
- 2001: Goldenes Ehrenzeichen für Verdienste um das Bundesland Niederösterreich